# Kostroma (tỉnh)

Kostroma Oblast (tiếng Nga: Костромска́я о́бласть, Kostromskaya oblast) là một chủ thể liên bang của Nga (một tỉnh). Trung tâm hành chính là thành phố Kostroma.

## Liên kết
- (tiếng Nga) Official website of Kostroma Oblast Lưu trữ ngày 1 tháng 2 năm 2001 tại Wayback Machine
- Kostroma region internet journal Lưu trữ ngày 4 tháng 7 năm 2008 tại Wayback Machine